# Yasothon
Yasothon (Tailandés : ยโสธร ) es una ciudad en el río Chi en la región noreste de Tailandia región también conocida como Isan. Es la capital administrativa de la provincia de Yasothon, tenía una población de 21.134 en 2005. Se encuentra a un poco más de 500 kilómetro (310 millas) al noreste de Bangkok, la capital tailandesa.
Los más importantes monumentos en la ciudad son las pagodas de Phra That Kong Khao Noi y Phra That Phra Anon.

## La influencia de China

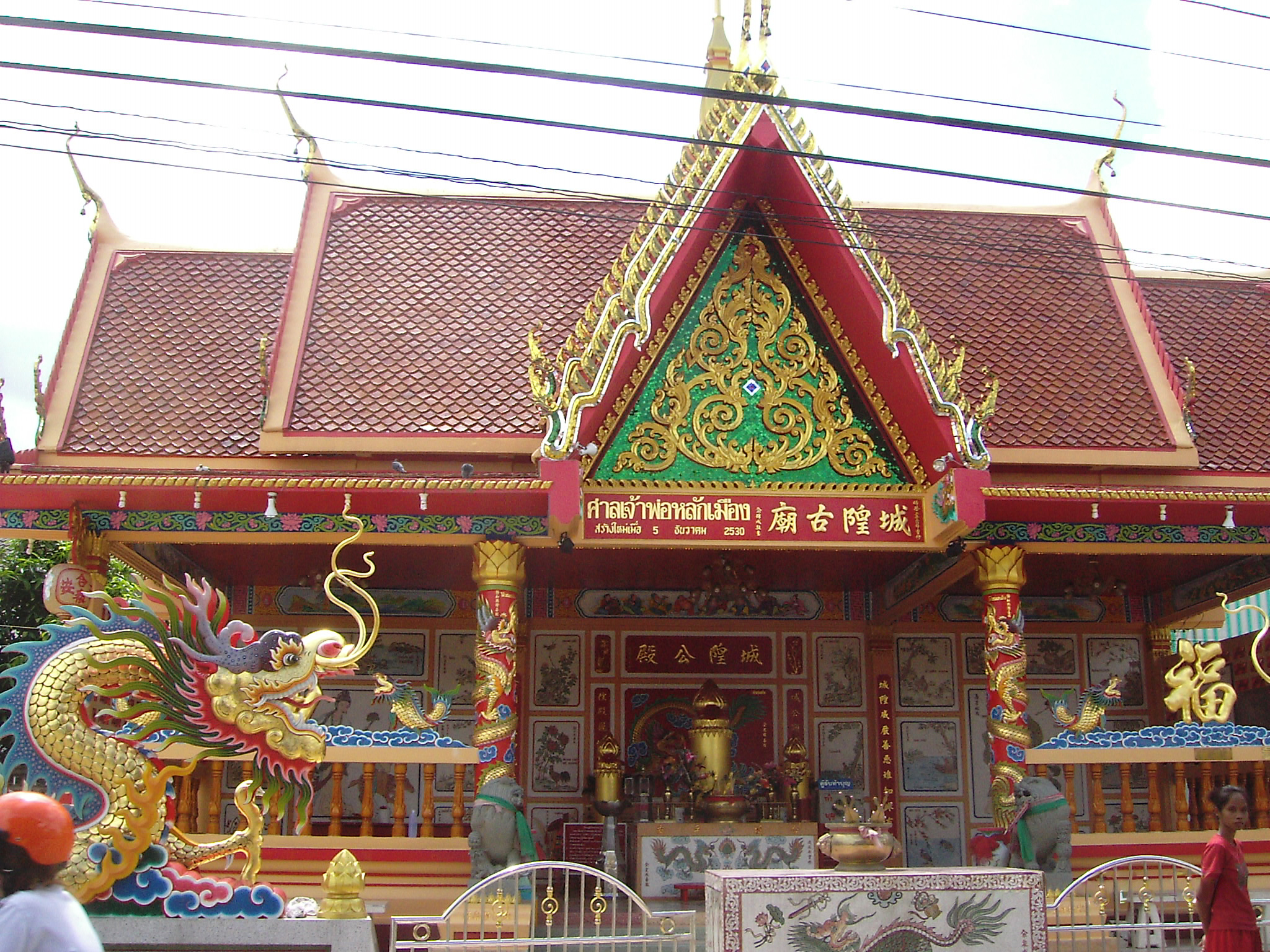
Santuario de Yasothon

La ciudad tiene una significativa influencia  Chino Tailandés. El pillar Shrine, erigido en el año 1987 a pocos pasos de Wat Tha Singh, se encuentra en un santuario que se asemeja a un templo chino. Un guerrero chino suplanta al espíritu de la ciudad en el desfile anual que celebra la fecha lunar chino de la dedicación del santuario.